# Sragi (Talun)
Sragi is een bestuurslaag in het regentschap Blitar van de provincie Oost-Java, Indonesië. Sragi telt 1943 inwoners (volkstelling 2010).